# Glossobalanus sarniensis
Glossobalanus sarniensis — вид напівхордових родини Ptychoderidae класу Кишководишні (Enteropneusta).

## Поширення
Вид зустрічається у Кельтському та  Північному морях біля берегів  Ірландії та Великої Британії.